# 天山文庫

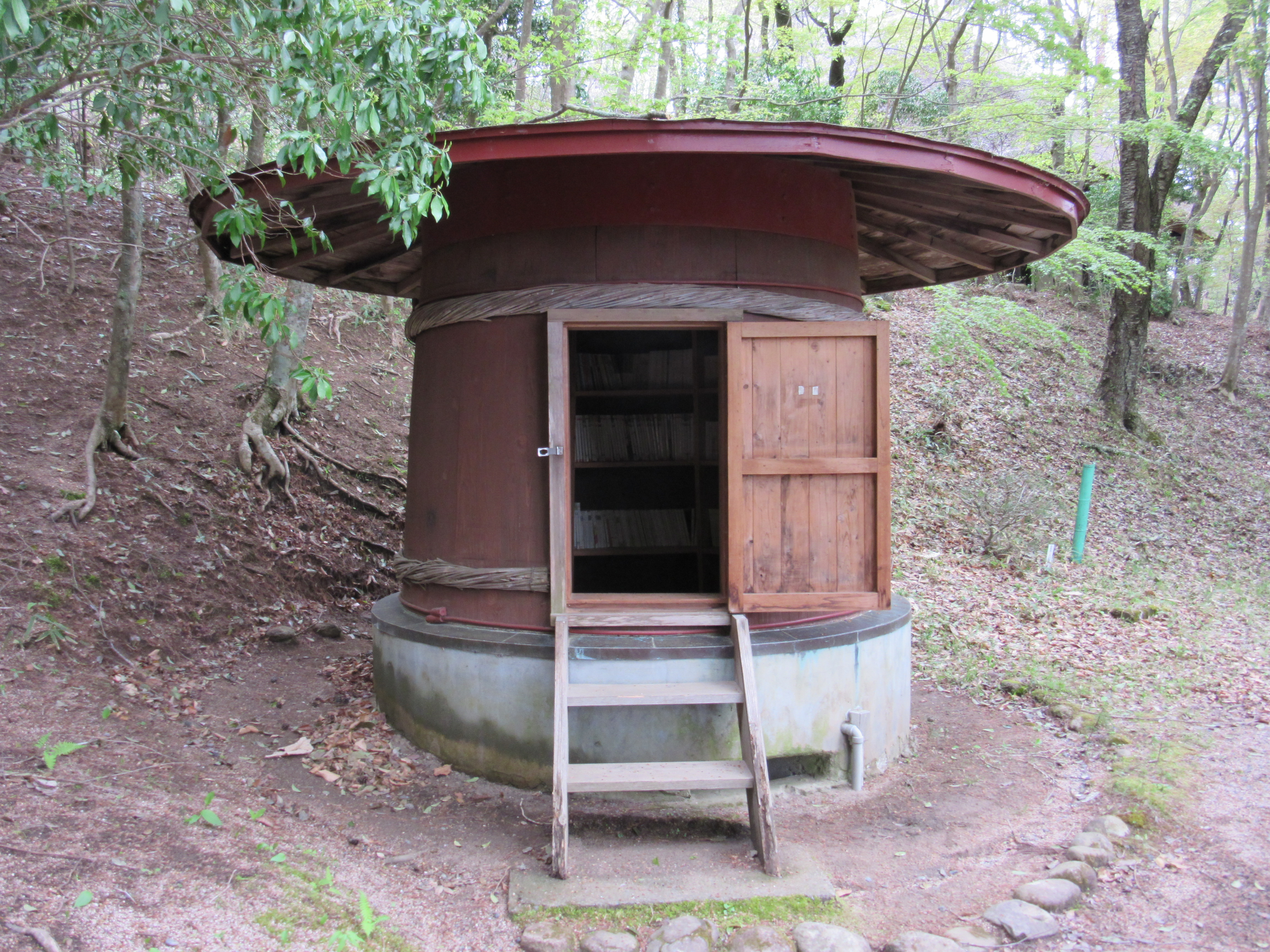
天山文庫書庫。古い樽を利用している

天山文庫（てんざんぶんこ）は、福島県双葉郡川内村にある文化施設である。
詩人の草野心平が川内村に蔵書3,000冊を寄贈したことをきっかけに建設された。心平の蔵書を収蔵するほか、設立に協力した文学者らの資料を展示している。他の図書館と同様、本の閲覧や貸出が可能。

## 概要
草野心平は福島県出身の詩人で、蛙を題材にした詩を多数作っている。1953年、草野はモリアオガエルの生息地として知られる川内村の平伏沼を訪れる。以後、度々同地を訪ね、村人たちと交流を続ける。1960年、名誉村民になったのをきっかけに、草野の蔵書3000冊が村に寄贈され、文庫の建設が決定した。草野の友人である建築家の山本勝巳が設計を担当し、村人たちの手により建設が進められ、1966年7月16日に落成した。
文庫の設立にあたっては、井上靖、金子光晴、唐木順三、河上徹太郎、川端康成、小林勇、高村豊周、武田泰淳、谷川徹三、中野重治、西脇順三郎、吉田晁、松方三郎、武者小路実篤、村野四郎、山本健吉が天山文庫設立協力委員会発起人となった。
建物は木造・真壁造りで茅葺き屋根の日本建築。毎年7月に、草野を偲ぶための天山祭りが行われる。

## アクセス
- いわき市中心部より車で約90分
- 磐越自動車道小野ICより車で約40分[8]
- 磐越自動車道船引三春ICより車で約40分[9]
- 常磐自動車道常磐富岡ICより車で約20分[9] - 30分[8]